# TRIZ
TRIZ(영어: theory of solving inventive problem)는 구 소련 겐리히 알츠슐러(Genrich Altshuller)에 의해 제창된 발명문제(혹은 창의문제)의 해결을 위한 체계적 방법론이다.

## 개요
겐리히 알츠슐러는 1960년대 구 소련 해군에서 특허를 심사하는 업무를 할 당시 군 관련 기술적인 문제를 해결하면서 발명에는 어떤 공통의 법칙과 패턴이 있음을 알게 되었다. 그는 누구나 창의적으로 문제를 해결할 수 있는 일반적이고 체계적인 문제해결책을 강구하게 되었다. 알츠슐러는 전 세계 특허 150만건 중에서 창의적인 특허 4만건을 추출 분석한 결과, 다음과 같은 4가지 중요한 사실을 발견하게 되었다.
TRIZ는 주어진 문제에 대하여 가장 이상적인 결과를 정의하고, 그 결과를 얻는 데 관건이 되는 모순을 찾아내어 그 모순을 극복할 수 있는 해결안을 얻을 수 있도록 생각하는 방법에 대한 이론으로 정의할 수 있다.
Altshuller 주도적으로 연구를 진행한 시기(1946년~1 985)년 고전적 TRIZ의 시대라고 말하고 이 시기에 정립된 것들은 다음과 같다.

### 4개의 중요한 발견

#### 발명문제의 정의
발명문제란 적어도 한 개 이상의 모순을 포함하고 있는 것이다.

#### 발명의 수준
발명의 수준에는 5가지의 수준이 있다.
| 수준 | 발명의 정도 | %  | 지식의 원천 | 고려할 해법의 수 |
| 1    | 명백        | 32 | 개인적 지식 | 10               |
| 2    | 개선        | 45 | 기업내 지식 | 100              |
| 3    | 혁신        | 18 | 산업내 지식 | 1000             |
| 4    | 발명        | 4  | 산업외 지식 | 100,000          |
| 5    | 발견        | 1  | 모든 지식   | 1,000,000        |

#### 발명의 유형
발명의 유형에는 40가지가 있다.
1. 분할 (Segmentation) [분열(fragmentation)]
시스템이나 대상물을 독립적인 부분으로 나눈다. 대상물을 분해하기 쉽게 만든다. 분할이나 분열의 정도를 높인다.
예) - 커다란 하나의 케이크 보다 컵케이크를 만든다. 그러면 사람들은 자기 취향에 따라 꾸밀 수 있고 다양한 입맛을 제공할 수 있다.
```
   - 약을 잘게 빻아진 가루 형태로 해서 주입한다.
```

2. 분리 (Separation) [빼내기,추출 (taking out, extracting)]
대상물 또는 시스템에서 필요한 부분(또는 성질)만 분리하거나 방해되는 부분이나 성질을 제거한다.
예) - 정비와 운영 업무를 외주한다.
3. 국소적 성질 (Local Quality)
대상물의 각 부분 또는 사용하는 시스템의 기능을 그 작동에 가장 적합한 조건으로 만든다. 대상물들의 각 부분들을 차별적이고 유용한 기능을 수행하게 한다.
예) - 지우개가 달린 연필
```
   - 못뽑이가 있는 망치 (장도리)
   - 식당 내의 아이들 구역
```

4. 대칭 변환 (Symmetry Change) [비대칭 (asymmetry)]
대상물 또는 시스템의 모양을 대칭에서 비대칭으로 바꾼다. 만약 대상물이 비대칭이면 비대칭 정도를 증가시킨다.
예) - 부서의 예산을 모두 일률적으로 올리거나 내리는 것이 아니라 부서마다 각각 다르게 정한다.
5. 통합 (Merging) [합병 (consolidation)]
동일하거나 비슷한 대상물을 모아서 가까이 (또는 통합하여) 놓는다.
예) - 종이가 책으로 만들어지고, 책은 도서관으로 집결된다.
```
   - 전화와 컴퓨터망
```

6. 다기능성 (Multifunctionality) [범용성/다용도 (universality)]
대상물 또는 시스템의 부분이 여러 가지 기능을 할 수 있도록 만든다. 다른 부분의 필요성을 제거한다. 부품과 작업 횟수가 줄고 유용한 특성과 기능은 유지된다.
예) - 다용도 원리는 사람에게도 적용된다. 교차기능 훈련은 하나의 기능 대신 다기능을 보유하기 때문에 고용의 안정성을 보장한다.
```
   - 팀 리더가 기록자와 관리자의 역할을 한다.
   - 원 스톱 쇼핑 . 슈퍼마켓에서 보험, 은행 업무, 연료, 신물 등을 판다.
```

7. 포개진 인형 (Nested doll) [포개기, “마트레쉬카” (nestion, “Matrushka”)]
한 개의 대상물을 다른 것 안에 넣는다. 각 대상물을 차례로 다른 것 안에 넣는다.
한 부품이 다른 부품 안에 있는 빈 공간을 통과하게 만든다. 이 원리는 러시아의 나무로 된 인형들이 다른 인형 안에 각각 포개어지는 것을 보고 만들어졌다.
예) - 계량 컵이나 계량 스푼
```
   - 기름 탱크의 이중 벽
```

8. 무게보상 (Weight Compensation) [균형추 (counterweight)]
시스템이나 대상물의 무게를 상쇄시키기 위하여, 양력을 제공하는 다른 대상물과 결합한다.
예) - 회사는 지지부진한 제품을 잘 팔리는 제품과 연계시킴으로써 매출을 증대 시킨다. 그 예로 영화 동시상영 등이 있다.
9. 선행 반대 조치 (Preliminary counteraction) [사전 반대 조치 (prior counteraction)]
해로운 효과와 유용한 효과가 함께 작용할 필요가 있다면, 이 작용은 해로운 효과를 제어하기 위해 반대 작용으로 변경되어야 한다.
예) - 변화와 혁신은 일반적으로 조직에서 저항을 받게 된다. 영향력 있는 사람들을 끌여들여라. 그러면 그들이 변화의 계획 수립에 참여할 수 있고 두려워하지 않게된다.
10. 선행 조치 (Preliminary action) [사전 조치, 미리하기 (prior action, do it in advance)]
대상물 또는 시스템의 필요한 변화는 요구가 있기 전에 그것을 시행한다. (부분, 전체로)
예) - TV방송 출연 요리사는 항상 모든 재료를 사전에 계량하여 깔끔한 작은 접시에 담아둔다.
```
   - 시장 조사를 하고, 다가올 미래에 대해 연구하며, 변화에 대비하여 준비금을 마련 한다.
```

11. 사전 보상 (Beforehand Compensation) [사전 완충 작용 (beforehand cushioning)]
시간이 지나 대상물 또는 시스템의 신뢰도가 상대적으로 낮아지는 것을 보상하기 위해서 사전에 비상수단을 준비한다.
12. 높이 맞추기 (Equipotentiality) [같은 수준으로 물건을 가져가기 (bring things to the same level)
위치 에너지에 맞서서 일해야 하는 필요성을 제거하기 위해 동작 조건을 변경한다.
예) - 계층 조직이 좀 더 수평적인 조직으로 변경한다.
13. 다른 길로 돌아가기 (The other way around) [반대로 하기 (do it in reverse)]
문제 해결에 사용되는 작용을 반대로 한다. 움직일 수 있는 부분은 고정시키고 고정된 부분은 움직이게 한다.
예) - 패스트 푸드 대신 슬로우 푸드
```
   - 늘어나는 출퇴근 시간 대신에 재택근무
```

14. 곡률증가 (Curvature increase increase) [구형화 (spheroidality)]
정사각형, 직사각형, 정육면체, 도는 평평한 부품, 또는 외형을 이용하는 대신에 곡선 또는 둥근 형태를 이용한다. 평면을 구면으로 바꾼다.
예) - 팀 리더를 돌아가면서 한다.
```
   - 가구를 운반할 때 사용하는 다리 바퀴는 원통형 바퀴에서 공 모양으로 바뀌었다.
```

15. 동적 부품 (Dynamic parts) [역동성 (dynamicity)]
대상물 또는 시스템을 각각 상대적으로 움직일 수 있는 부분으로 갈라놓는다.
예) - 카페테리아식 보험은 직원들이 원하는 보험의 종류, 건강 적용 범위를 선택하게해 준다.
16. 과부족 조치 (Partial or excessive actions) [조금 적게 하기 (do a little less)]
100% 만족스러운 효과를 얻기 힘들면 어느 정도의 효과를 거두는 대신 문제를 단순화한다.
17. 차원 바꾸기 (Dimensionality change) [또 다른 차원 (another dimension)]
2차원 또는 3차원 공간으로 대상물 또는 시스템을 이동한다.
예) - 3차원 사진인 홀로그램
```
   - 3차원 효과가 있는 IMAX 영화
```

18. 기계적 진동 (Mechanical vibration)
대상물 또는 시스템을 진동하게 한다.
예) - 소리 대신에 진동은 이동 전화 또는 호출기에서 전화 또는 메시지의 착신을 사람에게 알려주는데 사용된다.
19. 주기적 작동 (Periodic action)
연속적인 작동 대신에 주기적인 또는 맥동적인 작동을 이용한다. 만일 작동이 이미 주기적이라면 주기의 크기 또는 주파수를 변경한다.
예) - 정오 시간의 낮잠은 지적 작업의 효율을 높여준다고 연구자들은 제안한다.
```
   - 작업 도중 휴식 시간이 교육에 이용될 수 있다.
```

20. 유익한 작용의 지속 (Continuity of useful action)
작업을 지속적으로 수행하며, 대상물 또는 시스템 모든 부품을 항상 최대 부하에서 작동시킨다. 쉬거나 간헐적인 작용은 모두 제거한다.
예) - 이동하면서 공부하기
```
   - 무단 변속기 (CVT)
```

21. 서두르기 (Hurrying) [고속 처리 (rushing through)]
공정이나 어떤 단계 (예: 파괴적이거나, 해롭고 위험한 공정)를 고속으로 처리한다.
예) - 우유를 저온 살균하는 전통적인 방법은 15초 동안 72℃까지 가열하는 것이다. 초고온 살균법은 단지 2초 동안 138℃까지 가열하여, 우유의 저장시간을 증가시킨다.
```
   - 사업에서 때로는 천천히 완전한 작업을 수행하는 것 보다 신속하게 행하는 것이 더 중요할 수도 있다. IBM의 설립자인 토머스 왓슨(Thomas J. Watson)은 다음과 같이 말했다.
   “만약 당신이 성공하기를 원한다면, 당신의 실패율을 두 배로 하시오.”
    시장 1등의 중요성은 새로운 표준을 확립하기 위한 e-비즈니스 경제에 대한 많은 연구에서 강조되고 있다.
```

22. 전화위복 (Blessing in disguise) [해로움을 이로움으로 (Convert harm into benefit)
전화위복은 “레몬을 레몬수”로 만드는 것과 같다. 긍정적인 효과를 얻기 위해서 해로운 인자 (특히 환경이나 주위의 해로운 효과)를 사용한다.
예) - 조직에서 불평과 파괴적인 비판은 부정적인 “부담”이지만 이것은 조절되어, 긍정 변화를 가져오곤 한다.
```
   - 울적한 기분을 노래하는 것 또한 예이다. 가수는 개인적인 고난을 다른 사람들을 위한 즐거움으로 돌린다.
   - 예방접종은 해로운 바이러스로부터 인간을 보호하기 위해서 해로운 바이러스를 어떻게 다루어야 하는지를 알려주는 고전적인 예이다.
   - 알레르기를 일으키는 물질인 알레르겐에 대한 내성을 기르기 위해서 그와 동일한 물질의 추출물에 노출시킨다.
```

23. 피드백 (Feedback)
프로세스 또는 작동을 개선하기 위해서 피드백일 도입한다. 만약 피드백이 이미 사용되고 있다면, 그 크기 또는 영향력을 바꾼다.
24. 매개체 (Intermediary) [매개자 (Mediator)]
중간매개 전달자 또는 중간매개 공정을 사용한다.
예) - 중립적인 제삼자는 힘든 협상의 매개체 역할을 할 수 있다. 판매 촉진을 위해서 소비자가 공평한 전문가라고 인정하는 중개자를 추천 할 수 있다.
25. 셀프서비스 (Self Service)
대상물이나 시스템이 유용한 보조 기능을 수행하게 함으로써 스스로 서비스하게 한다.
예) - 셀프서비스 패스트푸드 식당
```
   - 어떤 검색 엔진은 웹 사이트를 사용하는 빈도를 가지고 품질의 척도로 쓰며, 더 많은 사람이 방문할수록 더 높은 추천 순위를 기록한다. 이것은 피드백과 셀프서비스의 조합이다.
```

26. 복제 (Copying)
이용할 수 없거나 비싸거나 깨지기 쉬운 물건 대신에 간단하고 값싼 복제물을 사용한다.
예) - 실제 모형 대신 가상 모형을 사용한다.
```
   - 직접 측정하는 대신 사진으로 측정한다.
   - 대상물 대신에 모의 실험을 사용한다. 이것은 제품이나 서비스뿐만 아니라 많은  비즈니스 과정에 적용된다.
   - 출장 가는 대신 화상 회의를 한다.
   - 희귀한 고서적이나 문서 등은 스캔을 하면 모두 사람들이 다 열람할 수 있고 원본도 보존할 수 있다.
```

27. 값싼 일회용품 (Cheap disposables)
어떤 품질은 손해 보면서(예를 들어 서비스 기간과 같은) 몇 개의 값싼 물건으로 비싼 물건을 대체한다.
예) - 일회용 종이와 플라스틱 식기
```
   - 일회용 수술 도구
   - 일회용 보호의류
```

28. 기계적 상호작용의 대체(Mechanical interaction substitution, use of fields)
기계적인 방법을 감각(광학, 음향, 맛 또는 냄새) 방법으로 대체한다.
예) - 우리는 의사소통과 비즈니스에서 새로운 상호작용이 증가하는 것을 또한 명확히 볼 수 있다. 인간 사회가 시작되었을 때 모든 대화는 얼굴을 맞대고 했다. 하지만 지금은 글, 전신, 전화, 팩스, 전자우편, 화상회의 그리고 그 밖의 다른 수단으로 대화를 한다.
```
   - 서식을 채우는 대신 터치스크린 방식으로 소매 소비자가 데이터를 입력한다.
```

29. 공기압과 수압 (Pneumatics and hydraulics)
대상물 또는 시스템의 고형 부품 대신에 기체 또는 액체(예를 들면 공기로 부풀리기, 액체로 채우기, 공기쿠션, 액체 정역학)를 사용한다.
30. 유연한 막과 얇은 필름 (Flexible shells and thin films)
3차원 구조물 대신에 유연한 막과 얇은 필름을 사용한다. 유연한 막과 얇은 필름을 사용하여 대상물 또는 시스템을 외부 환경과 격리한다.
예) - 음료용의 무거운 유리병은 알루미륨 같은 얇은 금속 또는 얇은 플라스틱 재료로 만든 캔으로 대체되었다. 수압이 역시 사용된다. 음료의 압력은 캔을 단단하게 만든다. 강도가 약해지지 않으면서 무게가 감소된다.
31. 다공질 재료 (Porous materials)
대상물을 다공질 재료로 만들거나 다공질 재료를 첨가한다. (삽입, 코팅등)
예) - 첨단 기술의 극세사는 이제 잘 알려져 있다. 작은 구멍은 물의 통과는 막지만, 습기의 증발은 가능하다.
32. 광학특성 변경 (Optical property changes) [색상 변경 (changing the color)]
대상물 또는 그 외부 환경의 색깔이나 투명도를 변경한다.
예) - 형광 펜
```
   - 기업 색깔의 창조 (맞춤 색깔의 사용으로 강력한 브랜드 이미지를 창출한다.) 삼성은 파란색, SK는 빨간색, S-OIL은 노란색
   - 비즈니스 스쿨의 사례 연구는 종종 위기관리의 형태로서 “투명한”기업의 행동에 대한 존슨 앤 존슨의 사례를 인용한다. 타이레놀 제품에 혼입 사건 문제가 있었을 때,
    회사는 즉시 약을 회수하고 그 사실에 대한 모든 정보를 사람들에게 알려주었다. 그러한 상황에 대한 빠르고 정직한 발표로 타이레놀은 명예 회복이 되었고, 회사는 좋은 이미지를 유지하게 되었다.
```

33. 동질성 (Homogeneity)
대상물을 똑 같은 재료(또는 동일한 특성을 가진 재료)와 상호 작용하게 한다.
예) - 같은 곳에 배치된 프로젝트 팀
34. 폐기와 재생 (Discarding and recovering)
기능을 완수한 대상물의 일부를 폐기하거나 (분해하거나 증발시켜서 폐기함)작동하는 도중에 그것을 변경시킨다.
예) - 비즈니스에서 프로젝트 조직은 폐기와 재생의 좋은 예이다. 좋은 프로젝트는 끝마쳐야만 한다. 그러면 조직은 결국 해체될 것이다.
```
    그 조직원들은 새로운 프로젝트에서 다시 자신의 기술을 사용할 수 있다. 모든 업무에서 지식과 기술은 일하는 동안과 재교육을 받는 동안에 직접적으로 새로워지고 개선된다.
```

35. 파라미터 변경 (Parameter changes) [속성 변환 (transformation of properties)]
대상물의 물리적 상태를 바꾼다. 농도 또는 밀도를 바꾼다. 유연성의 정도를 바꾼다.
예) - 고객 주문 생산 시스템은 고객 자신이 원하는 것에 딱 맞게 제품을 설계할 수 있도록 더 많은 유연성을 고객에게 부여한다.
36. 상태전이 (Phase transitions transitions)
상태전이 과정에서 생기는 현상을 이용한다. (예를 들면 부피변화, 열의 손실 또는 흡수)
예) - 조직이 구조 변경을 할 때 (인수와 합병 또는 내부 변화), 이에 수반되는 현상은 상전이에 있어서의 열과 유사하다. 즉, 많은 혼란이 있게 된다.
```
   이 혼란 기간을 이용하기 위한 건설적인 방법은 새로운 전략으로 비즈니스 시스템을 배열하는 새로운 방식을 찾기, 고객 또는 공급자와 새로운 제휴 맺기, 그리고 쓸모없는 관습을 폐기하기 등을 포함한다.
   - 프로젝트의 각 단계, 즉 개념- 출생- 발전- 성숙- 쇠퇴 단계의 요구 사항을 알아차린다.
```

37. 열팽창 (Thermal expansion)
물질의 열팽창(또는 수축)을 이용한다.
38. 강산화제 (Strong Oxidants) [가속 산화 (accelerated oxidation)]
일반 공기를 산소가 풍부한 공기로 대체한다. 산소가 풍부한 공기를 순수 산소로 대체한다.
예) - 강의 형태의 교육 훈련 대신 모의실험과 놀이 등을 사용한다.
39. 불활성 환경 (Inert atmosphere)
보통의 환경을 불활성 환경으로 바꾼다.
40. 복합 재료 (Composite materials)
균일 재료를 복합(다층)재료와 시스템으로 바꾼다.
예) - 조직에서 각 전문 분야 협력의 프로젝트 팀이 한 분야의 전문가 집단들보다 더 효과적인 경우가 가끔 있다. 마케팅, 교육, 학습 및 오락에서도 한 가지 매체실행 보다 멀티미디어 프레젼테이션이 훨씬 더 낫다.

#### 기술 시스템의 진화 유형
기술 시스템의 진화 유형에는 다음과 같은 8가지 법칙이 있다.
1. 시스템 요소 완전성의 법칙 (Law of Completeness of Parts of a System): 독립적인 기술 시스템은 최소한으로 기능하는 네 가지 기본 부분을 포함해야 한다는 법칙: 엔진, 전달 장치, 작동 기관, 그리고 제어 기관.
2. 시스템 에너지 전도성의 법칙 (Law of Energy Conductivity in a System): 이 법칙에 따르면 기술 시스템은 시스템에 전달되는 에너지 경로를 짧게 하는 방향으로 진화한다. (엔진으로부터 작동 기관까지)
3. 리듬 조화의 법칙 (Law of Harmonization of Rhythms): 효과적인 기술 시스템의 존재를 위해서 필요조건은 그 부분의 작용 주기(또는 자연 주파수)와 조화시켜야 한다.
4. 이상성 증가의 법칙: 이것은 기술 시스템 진화의 제1 법칙이다. 이 법칙에 따르면 기술 시스템은 이상성이 증가하는 방향으로 진화한다.
5. 요소 간의 불규칙적인 발전의 법칙 (Law of Uneven Development of Parts): 이 법칙에 따르면 기술 시스템의 여러 하위 시스템들은 자신의 S 곡선에 따라서 다른 속도로 진화한다; 이것이 시스템 갈등을 일으킨다.
6. 상위 상위 시스템으로 이행 법칙 (Law of Transition to a Supersystem): 이 법칙에 따르면 기술 시스템은 단일 시스템으로부터 이중, 그리고 다중 시스템으로 일반적 방향으로 진화한다.
7. 거시구조에서 미시구조로 전환 법칙 (Law of Transition from Macro to Micro Level): 이 법칙에 따르면 기술 시스템은 자신의 성분을 분할하는 일반적인 방향으로 진화한다 (처음에 작동 기관의 분할부터 시작한다).
8. 물질 포함 증가의 법칙 (Law of Increasing Substance-Field Involvement): 기술 시스템은 그들의 구성 성분의 제어 능력이 증가하는 방향으로 진화한다는 법칙. 이것은 종종 기본 물질장으로부터 이중과 사슬 물질장으로 전이함으로써 얻어진다. 이러한 기술 시스템 진화의 법칙들은 진화 과정에서 기술 시스템 요소 사이에, 그리고 시스템과 그들의 환경 사이에 중요하면서 안정적인, 그리고 반복되는 상호 작용을 반영한다.

### 3개의 중요한 전제
1. 이상해결책(IFR : Ideal Final Result)
이상해결책은 '유용한 기능의 합'을 '유해한 기능의 합'으로 나눈 값으로 표현하는데, 유용한 기능이 많을수록 그리고 유해한 기능이 적을수록 이상성은 증가하게 된다[1]. 유해성은 제거하고 유익성은 극대화하는 이상적 기술 시스템이 구현된 해결책을 의미한다. 이상적 기술 시스템은 물리적 실체는 없지만 규정된 기능을 완전하게 수행하는 시스템을 말한다. 상해 전략은 위의 이상적 기술 시스템 개념을 실현하기 위한 일반적인 접근 방법으로 다음과 같은 일반적인 접근 방법들이다.
  1. 이상해결 전략 1 : 대상을 제거한다. 이것은 도구와 도구의 유용하면서 해로운 작용 모두를 제거하게 해준다.
  2. 이상해결 전략 2 : 도구를 제거하고, 대상(또는 그 대상의 어느 부분)이 스스로 유용한 기능을 수행하도록 한다.
  3. 이상해결 전략 3 : 도구를 제거하고, 그 유용한 기능을 환경이나 다른 도구에 위임한다.
2. 모순(Contradiction)
3. 자원분석(Resources)

### 시스템/문제 분석도구
물질-장 분석 (Substance-Field Analysis): 물질(Substance)는 도구(Tool) 와 대상(Object)에 해당하는 대표 물질을 기본으로 하며 장(Field)은 이러한 물질간의 상호작용에 필요한 에너지를 말한다. 장(Field)에는 네 가지 기본 장(전자기장, 중력장, 강한 상호작용과 약한 상호작용 핵장)과 트리즈는 기계장, 음향장, 열장, 화학장, 전기장, 자기장과 같은 공학적인 장들을 포함한다.

### 발명 문제를 해결하는 절차
이것은 트리즈의 중심 분석 도구이다(아리즈 ARIZ는 러시아 약어이다). 그 기초는 모호하거나 초기에 잘못 정의된 문제/상황을 분석하고 그것을 분명한 시스템 갈등으로 전환하기 위한 순서가 정해진 논리적 절차이다. 시스템 갈등의 고려는 물리적 모순의 정형화로 안내하고, 그 모순의 제거는 분리의 원리의 도움으로, 그리고 대상 시스템의 자원을 최대로 활용함으로써 가능해진다. 아리즈는 이상 기술 시스템(이상 시스템), 시스템 갈등, 물리적 모순, 물질장 분석, 표준해, 그리고 기술 시스템 진화 법칙과 같은 트리즈 가장 기본적인 개념과 방법들로 구성된 시스템이다.

### 5개의 지식 베이스 도구

TRIZ의 40가지 발명 원리

1. 40가지 발명 원리 (40 inventive Principles)
2. 분리의 원리 (Separation Principles)
3. 76가지 표준 해결책 (76 Standard Solutions)
4. 8가지 기술 진화의 법칙 (Law of Technology Evolution)
5. 각종 효과 (Effects)

TRIZ는 공학분야를 넘어 여러 분야에 응용되고 있으며, 현재에도 많은 연구 및 다양한 응용 사례가
이루어지고 있다고 한다.

## 모순의 정의
TRIZ에서는 모순을 크게 기술적 모순(Technical Contradiction)과 물리적 모순(Physical Contradiction) 2가지로 분류한다. 기술적 모순의 해결은 40가지 발명원리(40 inventive Principles), 물질-장 분석에 의한 76가지 표준해, 기술 시스템의 진화법칙, 자연과학의 각종 효과 (Effects) 등을 통해 해결책을 제시하고, 물리적 모순의 해결에는 주로 분리의 원리(Separation Principle)를 통해 해결책으로 제시하고 있다.

### 기술적 모순(Technical Contradiction)
두가지 변수 특성이 서로 상충 되는 경우로 다음과 같은 해법이 제시되고 있다.
1. 40 가지 발명 원리 (40 inventive Principles)
2. 모순행렬 (Contradiction Matrix)]

### 물리적 모순(Physical Contradiction)
한가지 변수가 서로 다른 값을 동시에 가져야 하는 경우로 다음과 같은 4가지 분리의 원리에 의해 해법이
제시되고 있다.
1. 시간에 의한 분리 (Separation in Time)  :  A시간에는 변수가 +속성값을 가지고,  B시간에는 동일 변수가 -속성값 가지도록 분리하는 해결책
2. 공간에 의한 분리 (Separation in Space) : A공간에는 변수가  +속성값을 가지고,  B공간에는 동일 변수가 -속성값 가지도록 분리하는 해결책
3. 전체와 부분에 의한 분리 (Separation in Scale) : 전체적으로는 변수가  +속성값을 가지고,  부분적으로는 동일 변수가 -속성값 가지도록 분리하는 해결책
4. 조건에 의한 분리(Separation in Condition)+ : 위 1,2,3 분리법을 일반화하는 해결책,    A조건에는 변수가 +속성값을 가지고,  B조건에는 동일 변수가 -속성값 가지도록 분리하는 해결책

## 같이 보기
- 브레인스토밍
- 체계 이론
- 시행착오